# 雞屎藤蚜
雞屎藤蚜（学名：Aulacorthum nipponicum）为常蚜科藤蚜屬下的一个种。